# Attività (chimica)
L'attività a di una sostanza (aeriforme, liquida o solida) rappresenta la misura della concentrazione effettiva del componente nella miscela e viene definita come il rapporto tra la fugacità f che la sostanza presenta nelle condizioni in oggetto (o attuali) e la fugacità della stessa sostanza allo stato standard: f° (o più recentemente fθ per evitare ambiguità IUPAC):
{\displaystyle a={\frac {f}{f^{\theta }}}}
Se si tratta di fase aeriforme (gas o vapore), l'attività viene spesso approssimata col rapporto tra la pressione parziale e la pressione allo stato standard (1 bar o  100 kPa).
L'introduzione del concetto di attività risale al 1907, quando G. Lewis lo introdusse per descrivere quelle concentrazioni attive, o efficaci, che compaiono nelle relazioni di equilibrio al posto delle concentrazioni vere e proprie.
Data la definizione, risulta che l'attività è una grandezza adimensionale. Questa grandezza adimensionale rappresenta il modo rigorosamente esatto, su base termodinamica, per approssimare la concentrazione molare di una specie chimica; implicitamente tale concentrazione molare viene divisa per una concentrazione di riferimento unitaria C° o Cθ in modo da rendere adimensionale il rapporto stesso e permetterne ad esempio il calcolo del logaritmo.

## Determinazione dei coefficienti di attività
Onde facilitare i calcoli relativi agli equilibri chimici, risulta buona prassi utilizzare le seguenti regole pratiche:
- per soluzioni solide e liquide l'attività si può tranquillamente approssimare con la concentrazione analitica se il grado di diluizione è molto alto (in teoria, a diluizione infinita {\displaystyle a=c});
- in fase gassosa l'attività si può convenientemente approssimare con la pressione parziale pi quando il gas si trova a bassa pressione, cioè quando il gas si comporta in modo ideale.

La trattazione teorica per la determinazione del coefficiente di attività fa riferimento alla definizione di energia libera di Gibbs in eccesso {\displaystyle G^{E}}.
In particolare, il logaritmo naturale del coefficiente di attività è la grandezza parziale molare di {\displaystyle {\frac {G^{E}}{RT}}}, ovvero:
{\displaystyle \left({\frac {(\partial G^{E}/RT)}{\partial n_{i}}}\right)_{T,p,n_{j}\neq n_{i}}=\ln \gamma _{i}}
o in termini di energia libera di Gibbs molare {\displaystyle g^{E}}:
{\displaystyle \left({\frac {(\partial ng^{E}/RT)}{\partial n_{i}}}\right)_{T,p,n_{j}\neq n_{i}}=\ln \gamma _{i}}
da cui, applicando la regola di derivazione del prodotto:
{\displaystyle \ln \gamma _{i}={\frac {g^{E}}{RT}}+\left(n{\frac {(\partial g^{E}/RT)}{\partial n_{i}}}\right)_{T,p,n_{j}\neq n_{i}}}
chiamando {\displaystyle 1} e {\displaystyle 2} i componenti della miscela, si può scrivere:
{\displaystyle \left\{{\begin{matrix}\ln \gamma _{1}={\frac {g^{E}}{RT}}+(1-x_{1})\left({\frac {(\partial g^{E}/RT)}{\partial x_{1}}}\right)_{T,p,x_{2}}\\\ln \gamma _{2}={\frac {g^{E}}{RT}}-x_{1}\left({\frac {(\partial g^{E}/RT)}{\partial x_{1}}}\right)_{T,p,x_{1}}\end{matrix}}\right.}
la quantità {\displaystyle {\frac {g^{E}/RT}{x_{1}x_{2}}}} è esprimibile come una serie di potenze, nella forma:
{\displaystyle {\frac {g^{E}/RT}{x_{1}x_{2}}}=B+C(x_{1}-x_{2})+D(x_{1}-x_{2})^{2}(T=cost)}
l'espressione precedente viene chiamata espansione di Redlich-Kister.

### Equazioni di Margules
Particolarizzando l'espansione di Redlich-Kister per D=0 otteniamo:
{\displaystyle (D=0){\frac {g^{E}/RT}{x_{1}x_{2}}}=B+C(x_{1}-x_{2})=A{21}x_{1}+A{12}x_{2}}
in cui i coefficienti {\displaystyle A{21}x_{1}} e {\displaystyle A{12}x_{2}} corrispondono alla condizione di diluizione infinita, e sono caratteristici per ogni coppia di sostanze:
{\displaystyle \left\{{\begin{matrix}\ln \gamma _{1}^{\infty }=A_{12}\\\ln \gamma _{2}^{\infty }=A_{21}\end{matrix}}\right.}
da cui si ricava la formulazione delle equazioni di Margules:
{\displaystyle \left\{{\begin{matrix}\ln \gamma _{1}=x_{2}^{2}[A_{12}+2(A_{21}-A_{12})x_{1}]\\\ln \gamma _{2}=x_{1}^{2}[A_{21}+2(A_{12}-A_{21})x_{2}]\end{matrix}}\right.}

### Equazioni di Van Laar
La formulazione delle equazioni di Van Laar è analoga a quella delle equazioni di Margules, con la differenza della serie di potenze considerata, che è del tipo:
{\displaystyle {\frac {x_{1}x_{2}}{g^{E}/RT}}=B'+C'(x_{1}-x_{2})={\frac {x_{1}}{A_{21}'}}+{\frac {x_{2}}{A_{12}'}}}
in cui i coefficienti {\displaystyle A{21}x_{1}} e {\displaystyle A{12}x_{2}} corrispondono alla condizione di diluizione infinita:
{\displaystyle \left\{{\begin{matrix}\ln \gamma _{1}^{\infty }=A_{12}'\\\ln \gamma _{2}^{\infty }=A_{21}'\end{matrix}}\right.}
L'espressione dei coefficienti di attività è dunque:
{\displaystyle \left\{{\begin{matrix}\ln \gamma _{1}={\frac {A_{12}'}{\left(1+{\frac {x_{1}A_{12}'}{x_{2}A_{21}'}}\right)^{2}}}\\\ln \gamma _{2}={\frac {A_{21}'}{\left(1+{\frac {x_{2}A_{21}'}{x_{1}A_{12}'}}\right)^{2}}}\end{matrix}}\right.}

### Applicabilità delle equazioni di Margules e Van Laar
Le equazioni di Margules e le equazioni di Van Laar descrivono bene deviazioni sia positive (cioè per {\displaystyle \gamma _{i}>1})  che negative (per {\displaystyle \gamma _{i}<1}) dalla legge di Raoult
e possono predire il comportamento azeotropico.
Non si adattano bene ai casi in cui i coefficienti di attività presentano punti di massimo o minimo rispetto alla composizione.
Non sono valide per miscele di liquidi polari (ad esempio l'acqua) con liquidi apolari.

### Modello NRTL
Il modello NRTL (dall'inglese Non-Random Two Liquid) è un altro modello utilizzato per la stima dei coefficienti di attività, che fa uso delle seguenti equazioni nel caso di una miscela liquida binaria:
{\displaystyle \left\{{\begin{matrix}\ln \gamma _{1}=x_{2}^{2}\left[\tau _{21}\left({\frac {G_{21}}{x_{1}+x_{2}G_{21}}}\right)^{2}+{\frac {\tau _{12}G_{12}}{(x_{2}+x_{1}G_{12})^{2}}}\right]\\[2ex]\ln \gamma _{2}=x_{1}^{2}\left[\tau _{12}\left({\frac {G_{12}}{x_{2}+x_{1}G_{12}}}\right)^{2}+{\frac {\tau _{21}G_{21}}{(x_{1}+x_{2}G_{21})^{2}}}\right]\end{matrix}}\right.}
in cui:
{\displaystyle \left\{{\begin{matrix}\ln G_{12}=-\alpha _{12}\ \tau _{12}\\\ln G_{21}=-\alpha _{12}\ \tau _{21}\end{matrix}}\right.}
{\displaystyle \tau _{12}}, {\displaystyle \tau _{21}}, {\displaystyle \alpha _{12}} sono costanti di interazione ricavate per via sperimentale. Oppure si possono sfruttare le seguenti equazioni, in modo che non sono più {\displaystyle \tau _{21}} e {\displaystyle \alpha _{12}} ad essere ricavati sperimentalmente, bensì {\displaystyle \Delta g_{12}} e {\displaystyle \Delta g_{21}}:
{\displaystyle \left\{{\begin{matrix}\tau _{12}={\frac {\Delta g_{12}}{RT}}\\\tau _{21}={\frac {\Delta g_{21}}{RT}}\end{matrix}}\right.}

### Modello UNIQUAC
Il modello UNIQUAC (UNiversal QUAsiChemical) si basa sulla scomposizione del coefficiente di attività in due contributi: un contributo combinatoriale e un contributo residuo. In formule:
{\displaystyle \ln \gamma _{i}=\ln \gamma _{i}^{C}+\ln \gamma _{i}^{R}}
Il contributo combinatoriale γC viene calcolato studiando il comportamento delle sostanze pure, a partire dai volumi di Van der Waals relativi ri e dalle aree superficiali qi delle sostanze pure. Si ha:
{\displaystyle \ln \gamma _{i}^{C}=1-V_{i}+\ln V_{i}-5q_{i}\left(1-{\frac {V_{i}}{F_{i}}}+\ln {\frac {Vi}{Fi}}\right)}
in cui Vi è la frazione volumetrica per una mole di miscela relativa al componente i-esimo, data da:
{\displaystyle V_{i}={\frac {r_{i}}{\sum _{j}r_{j}x_{j}}}}
mentre Fi è la frazione di area superficiale per mole di miscela relativa al componente i-esimo, data da:
{\displaystyle F_{i}={\frac {q_{i}}{\sum _{j}q_{j}x_{j}}}}
Il contributo residuo viene calcolato come:
{\displaystyle \ln \gamma _{i}^{R}=q_{i}\left(1-\ln {\frac {\sum _{j}q_{j}x_{j}\tau _{ji}}{\sum _{j}q_{j}x_{j}}}-\sum _{j}{\frac {q_{j}x_{j}\tau _{ij}}{\sum _{k}q_{k}x_{k}\tau _{kj}}}\right)}
dove
{\displaystyle \tau _{ij}=e^{-\Delta u_{ij}/{RT}}}
Δuij [J/mol] è un parametro di interazione binaria, ricavato sperimentalmente.
Dal modello UNIQUAC sono derivati altri modelli, tra i quali il modello UNIFAC (UNIversal Functional Activity Coefficient).

## Tabelle di esempio
Nella tabella seguente vengono riportati alcuni valori del coefficiente di attività relativi al sistema cloruro di sodio-acqua.  Si vede che gli scostamenti dall'unità sono più marcate mano a mano che ci si allontana dalle condizioni di soluzione ideale, ovvero all'aumentare della temperatura e della concentrazione.
| Concentrazione (mol/kg) | 25 °C | 50 °C | 100 °C | 200 °C | 300 °C | 350 °C |
| ----------------------- | ----- | ----- | ------ | ------ | ------ | ------ |
| 0.05                    | 0.820 | 0.814 | 0.794  | 0.725  | 0.592  | 0.473  |
| 0.50                    | 0.680 | 0.675 | 0.644  | 0.619  | 0.322  | 0.182  |
| 2.00                    | 0.669 | 0.675 | 0.641  | 0.450  | 0.212  | 0.074  |
| 5.00                    | 0.873 | 0.886 | 0.803  | 0.466  | 0.167  | 0.044  |

Nella presente tabella sono riportati i valori del coefficiente di attività per varie specie in soluzione acquosa: si noti come per elettroliti a carica elevata i valori continuino ad essere pesantemente diversi da 1 anche a diluizioni assai spinte. I valori son stati misurati con celle a membrane permeoselettive.
z+z- = prodotto cariche; en = etilendiammina
| molalità | z+z- | sale                | coeff attività |
| -------- | ---- | ------------------- | -------------- |
| 10-3     | 3    | La(ClO4)3           | 0,81           |
| 10-3     | 4    | CaSO4               | 0,67           |
| 10-3     | 4    | NiSO4               | 0,56           |
| 10-4     | 4    | NiSO4               | 0,94           |
| 10-4     | 6    | La2(SO4)3           | 0,55           |
| 10-4     | 9    | [Co(en)3]2[Co(CN)6] | 0,37           |
| 10-5     | 9    | [Co(en)3]2[Co(CN)6] | 0,70           |

## Attività ionica
L'attività ionica definisce, in termini pratici, la concentrazione effettiva di una specie che può prendere parte a una reazione in fase liquida (solitamente acquosa, ma anche di sali fusi). Essendo gli ioni specie chimiche elettricamente cariche, in soluzione si verificano interazioni elettrostatiche di Coulomb o di Van der Waals e accade quindi che una certa quantità di ioni resta schermata elettricamente dal solvente e non può prendere parte al processo chimico (ad esempio una reazione) o chimico-fisico (ad esempio conduzione di corrente) in oggetto.
Quando una soluzione è diluita (concentrazione <10−3 M) gli ioni si trovano in pratica tutti allo stato completamente solvatato e a una distanza r tale che le interazioni elettrostatiche risultano trascurabili, in maniera tanto maggiore quanto maggiore è la permittività elettrica del solvente. Aumentando la concentrazione aumenta sia il numero di ioni che di cariche elettrostatiche: di conseguenza il cammino libero medio è minore (r è piccolo) e le interazioni sono più forti.

### Legge di Debye-Hückel
La legge di Debye-Hückel permette di determinare il coefficiente γ precedentemente definito:
{\displaystyle -\log \gamma _{\pm }={\frac {A\cdot z_{+}\cdot z_{-}\cdot {\sqrt[{}]{I}}}{1+B\cdot d\cdot {\sqrt[{}]{I}}}}}
dove:
- γ± = coefficiente di attività medio dell'elettrolita binario
- z+ e z- = carica, in valore assoluto, rispettivamente del catione e dell'anione
- d = valore medio del diametro, espresso in Ångström, degli ioni solvatati dall'acqua (costante tabulata)
- I = forza ionica della soluzione
- A e B = costanti empiriche funzioni della temperatura e del solvente. A 25 °C per l'acqua tali coefficienti valgono A=0,509 e B=0,328.

La forza ionica è una grandezza chimico-fisica che esprime l'intensità del campo elettrico generato dalle cariche ioniche. È così definita in termini di molalità:
{\displaystyle I=0,5\sum m_{i}z_{i}^{2}}
dove mi è la concentrazione molale (approssimata con la molarità, per soluzioni diluite) e zi il valore assoluto della carica dello ione i-esimo.
Per soluzione acquosa abbastanza diluita, con buona approssimazione quando la forza ionica è <10−2 mol/kg3, viene applicata la legge limite di Debye-Hückel:
{\displaystyle \log \gamma _{\pm }=-0,509\cdot z_{+}\cdot z_{-}\cdot {\sqrt[{}]{I}}}
Per soluzioni estremamente diluite, aventi molalità dell'ordine di grandezza di 10−4 o inferiori, le leggi di Debye-Hückel risultano valide esclusivamente per gli elettroliti 1:1, mentre per elettroliti a carica superiore presentano delle lacune. La forma completa dell'equazione, infatti, prevede deviazioni positive dalla pendenza limite: per elettroliti ad alta carica in soluzioni 10−4m sono state invece osservate deviazioni negative. (Le misure sono state eseguite con celle a membrane permeoselettive, speciali pile estremamente sensibili grazie allo sfruttamento della solubilità / insolubilità di elettroliti in solventi acquosi/ organici)

### Soluzioni di elettroliti
L'aggiunta in soluzione di elettroliti che non interagiscono chimicamente con gli ioni di un precipitato causa un aumento della solubilità di quest'ultimo, con un effetto definito effetto sale.
Infatti, se la forza ionica di una soluzione satura viene aumentata per mezzo di un'aggiunta di elettroliti forti, i coefficienti di attività degli ioni prodotti per dissociazione dell'analita diminuiscono, e quindi affinché il prodotto di solubilità resti costante è necessario che aumentino le concentrazioni degli ioni. La soluzione non è più satura e quindi si osserva un'ulteriore dissoluzione del soluto, con conseguente aumento della solubilità (si veda anche il Principio di Le Châtelier).
Il coefficiente di attività di una specie ionica è una misura dell'efficacia della sua concentrazione negli equilibri cui essa partecipa. In soluzioni molto diluite, in cui la forza ionica è minima, il coefficiente di attività diviene uguale a 1: l'attività e la concentrazione molare sono numericamente identiche. 
Quando, partendo da tale livello di grande diluizione, la concentrazione di uno ione aumenta e quindi anche la forza ionica della soluzione aumenta, lo ione perde un po' della sua efficacia ed il suo coefficiente di attività diminuisce: la concentrazione efficace (attività) di tale ione diviene minore della sua concentrazione effettiva (concentrazione analitica). 
Questo andamento continua e tende ad accentuarsi all'aumentare della concentrazione, e il coefficiente di attività decresce, in accordo alla teoria degli elettroliti forti di Debye-Hückel. A volte può capitare che raggiunga un minimo e poi risalga: in soluzioni di gran lunga più concentrate può accadere, di solito per parziale desolvatazione dovuta a difetto di solvente, che lo ione divenga più "attivo". In tal modo può aversi cioè un coefficiente di attività anche maggiore di 1, il che comporta che la concentrazione efficace dello ione sia maggiore della sua concentrazione effettiva (analitica). Questo si verifica, ad esempio, per una soluzione acquosa 2,00 m di HCl a 25 °C: il coefficiente di attività medio per i due ioni (γ±) risulta 1,011.
In soluzioni non troppo concentrate, il coefficiente di attività di una data specie è indipendente dalla natura dell'elettrolita e dipende solo dalla forza ionica.
Per una data forza ionica, il coefficiente di attività di uno ione è tanto minore quanto maggiore è la carica portata dalla specie. Il coefficiente di attività di una molecola non carica è circa 1, a prescindere dalla forza ionica.
A una qualsiasi forza ionica data, i coefficienti di attività di ioni con la stessa carica sono approssimativamente uguali. Le piccole variazioni che si osservano sono correlate al diametro effettivo degli ioni solvatati dalle molecole d'acqua.
Il coefficiente di attività di un dato ione descrive il suo effettivo comportamento in tutti gli equilibri a cui partecipa. Per esempio, a una data forza ionica, un singolo coefficiente di attività per lo ione cianuro descrive l'influenza di quella specie su uno qualunque degli equilibri cui lo ione partecipa.

## Un'applicazione dei coefficienti di attività - equilibri di sistemi reali
L'attività è in relazione con la concentrazione molare Ci o [Ci] (per gli aeriformi la pressione parziale pi) tramite l'equazione ai = γi · Ci/Cθi (ai = γ·pi/pθi, per gli aeriformi), dove γi è il coefficiente di attività, con valori compresi tra 0 e 1, Cθ = 1 mol/L e pθ =  100 kPa.
Allora, dato ad es. un qualsiasi equilibrio chimico in fase liquida a A + b B {\displaystyle \rightleftharpoons } c C + d D, si avrà la relazione
{\displaystyle K(T)={\frac {a_{C}^{c}\cdot a_{D}^{d}}{a_{A}^{a}\cdot a_{B}^{b}}}={\frac {\gamma _{C}\cdot \gamma _{D}}{\gamma _{A}\cdot \gamma _{B}}}{\frac {[C]^{c}\cdot [D]^{d}}{[A]^{a}\cdot [B]^{b}}}=K_{\gamma }K_{c}}
dove K è la costante di equilibrio termodinamica, adimensionale e variabile solamente in funzione della temperatura T, Kγ è una costante unitaria per diluizioni tendenti a infinito e Kc (o Kp per gli aeriformi) è la comune costante di equilibrio stechiometrica con dimensionalità variabile in relazione al sistema di misura utilizzato, ma resa adimensionale ai fini della presente trattazione in base alle considerazioni precedenti.

### Espressione termodinamica della costante d'equilibrio
Dall'equazione di Van't Hoff, essendo l'energia libera ∆G=0 all'equilibrio, si ottiene la relazione termodinamica che esprime la Kθ d'equilibrio:
{\displaystyle \operatorname {\Delta } G^{\circ }=-RT\ln K(T)}
dove
- ∆G° è l'energia libera allo stato standard, espressa in J nel S.I.
- R è la costante universale dei gas perfetti e vale 8,314 J/mol·K
- T è la temperatura assoluta